# Carnegie Hall Tower
Carnegie Hall Tower är en skyskrapa som ligger på Manhattan i New York, New York i USA, sammankopplad med konserthuset Carnegie Hall och ligger precis intill en annan skyskrapa Metropolitan Tower.
Byggnaden uppfördes mellan 1988 och 1991 som en fastighet för kontorsverksamhet. Den är 230,7 meter hög och har 60 våningar.